# Izmael

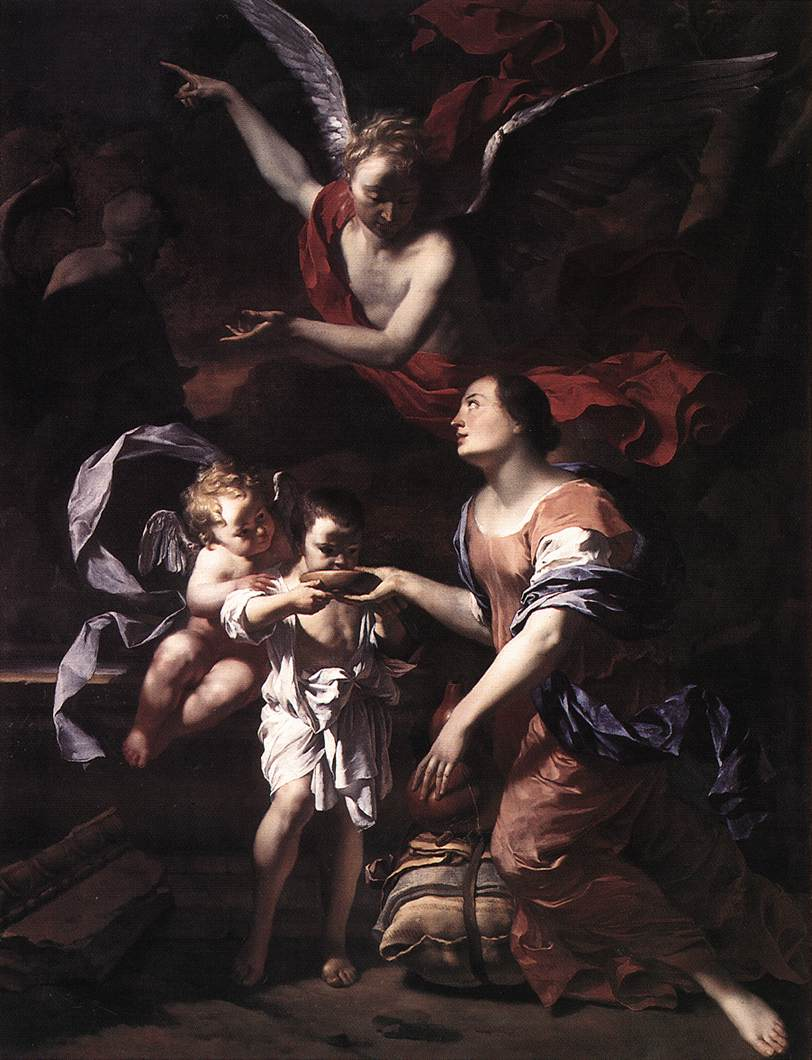
Hagar a Izmael v pustině od Karla Dujardina

Izmael (hebrejsky יִשְׁמָעֵאל, Jišma'e'l, doslova „(Ať) vyslyší Bůh“,
arabsky إسماعيل, Ismā'īl), v českých biblických překladech přepisováno též jako Jišmaél, Jišmael či Išmael, v koránských verších také Ismael, byl Abrahámův prvorozený syn, jehož mu porodila Hagar, otrokyně jeho manželky Sáry. Sára totiž byla neplodná, a tak dala svou otrokyni svému muži, aby s ní počal svého potomka. Ačkoliv se tedy Izmael narodil Hagar, náležel podle mezopotámského práva Sáře. V knize Genesis je uvedeno, že se narodil, když bylo Abrahámovi 86 let. Izmael byl ale nakonec i se svou matkou Hagar od Abraháma vyhnán na naléhaní Sáry, která měla s nimi dlouhodobé spory a která mezitím Abrahámovi porodila vlastního syna Izáka. Když byli vyhnáni, odešli do pouště, kde jim po nějakém čase došla voda, takže byli na konci svých sil. Hospodin je však nechtěl nechat zahynout, a proto poslal anděla s vodou a Izmaelovi přislíbil, že z jeho krve vzejde velký národ.

## Charakteristika
Tanach charakterizuje Izmaela jako člověka nezkrotného, jenž se usadil „ve stepi a stal se lučištníkem.“ Měl 12 synů: Nebajóta, Kédara, Abdeela, Mibsána, Mišmu, Dúmu, Masu, Chadada, Tému, Jetúra, Náfiše a Kedmu. Jeho dcera Machalata se stala manželkou Ezaua, syna jeho bratra Izáka. Izmael se dožil 137 let. Podle Davida Ganse se Izmael narodil v roce 2034 od stvoření světa, což odpovídá rokům 1728–1727 před naším letopočtem, a zemřel v roce 2171, což odpovídá rokům 1591–1590 před naším letopočtem.
O Izmaelovi je zmínka i v novozákonních spisech, i když není jmenován přímo. V listu Galatským ho apoštol Pavel popisuje jako syna otrokyně. Podle Pavlova výkladu Izmael symbolizuje ty věřící, kteří nechápou duchovní význam Tóry.
V islámské tradici je Izmael považován za praotce prvních arabských kmenů. V Koránu o něm hovoří zejména 38. súra, celkově je zmíněn na 12 místech.
Podobně je tomu i v rabínské tradici, kde Izmael „symbolizuje arabský svět a islám“. Na rozdíl od Bible však Korán zobrazuje Izmaela jako proroka.

## Izmael v kultuře
- Příběh Abraháma, Sáry, Izáka a Izmaela lze zhlédnout ve filmu z roku 1994 s názvem Abraham.
- „Říkejte mi Izmael“ ("Call me Ishmael,") je úvodní věta knihy Hermana Mellvilla Moby Dick.